# Lake Louise, Alaska

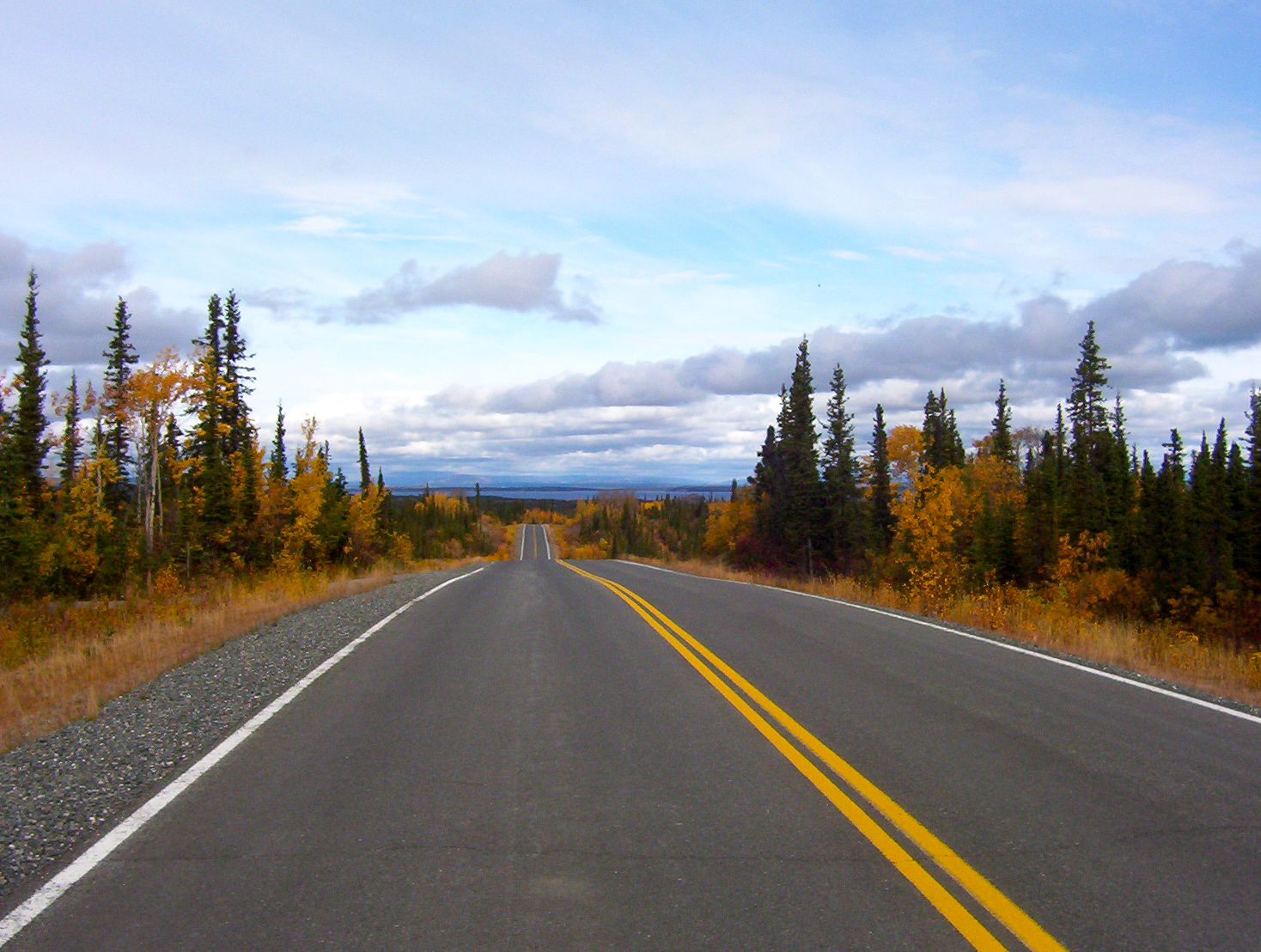
Väg i Lake Louise på hösten.

Lake Louise (ahtna: Sasnuu’ Bene’) är en ort (CDP) i Matanuska-Susitna Borough i delstaten Alaska i USA. Orten har 15 invånare (2020), på en yta av 253,09 km².